# Женская сборная Туркменистана по гандболу
Женская сборная Туркменистана по гандболу — национальная команда по гандболу, представляющая Туркменистан на международных соревнованиях. Управляется Федерацией гандбола Туркменистана.

## История
Сборная сформирована в 1992 году, когда Туркменистан стал членом Международной федерации гандбола.
Женская сборная Туркменистана никогда не участвовала в летних Олимпийских играх, чемпионатах мира и летних Азиатских играх.

### Чемпионаты Азии
Сборная Туркменистана дебютировала на женском чемпионате Азии в 2002 году и показала лучший результат в истории, заняв 6-е место среди 7 команд. На групповом этапе туркменские гандболистки проиграли сборным Южной Кореи (13:42) и Китая (12:44), а в стыковом матче за 5-6-е места уступили сборной Тайваня (28:31).
На чемпионате Азии 2012 года сборная Туркменистана заняла 10-е место. Она проиграла на групповом этапе гандболисткам Индии (25:26), Казахстана (15:34), Узбекистана (14:26), Японии (8:37) и одержала первую победу над сборной Кувейта (42:5). В полуфинале за 9-12-е места туркменские гандболистки выиграли у Индонезии (40:9), а в матче за 9-10-е место уступили Ирану (18:23).

## Результаты выступлений

### Чемпионаты Азии
- 1993—2000 — не участвовала
- 2002 — 6-е место
- 2004—2008 — не участвовала

- 2012 — 10-е место
- 2015—2018 — не участвовала